# Rio Paraguaçu
O rio Paraguaçu é um curso de água que banha o estado da Bahia, no Brasil. É o maior rio genuinamente baiano. Suas nascentes são diamantíferas, suas margens são férteis, ele é muito piscoso em toda a sua extensão e é navegável das cidades que banha até sua foz. Este rio já foi a principal via de transporte e comunicação de toda a região da bacia que leva seu nome, incluindo o Recôncavo Baiano.

## Etimologia
O nome "Paraguaçu" é de origem tupi antiga e significa "rio grande", através da junção dos termos pará ("rio") e gûasu ("grande"). No Brasil Colônia, foi escrito de várias formas: Paraguaçu, Paraoçu, Paraossu, Peroguaçu, Perasu, Peoassu e Peruassu.

## História
Segundo historiadores, em 1504 os franceses já traficavam no rio Paraguaçu com os nativos. Porém a sua descoberta pelos europeus é atribuída a Cristóvão Jacques, comandante da primeira expedição guarda-costa que chegou ao Brasil em 1526 para combater os franceses no contrabando do pau-brasil no litoral. Frei Vicente do Salvador, primeiro historiógrafo brasileiro, relata que Cristóvão Jacques, na ilha "dos Franceses" situada no baixo curso do Paraguaçu, encontrou duas naus da França ali ancoradas, comerciando com os indígenas. Cristóvão, então, afundou-as com equipagens e mercadorias.
Durante a Guerra de Independência do Brasil, uma canhoneira portuguesa no Rio Paraguaçu bombardeou a cidade de Cachoeira, sede da revolta contra os portugueses. A população da cidade reuniu uma flotilha de canoas e pequenos navios de pesca, cercando a canhoneira. Depois de três dias cercado, o capitão português e seus 28 marinheiros se renderam por falta de alimentos e munições.

## Características

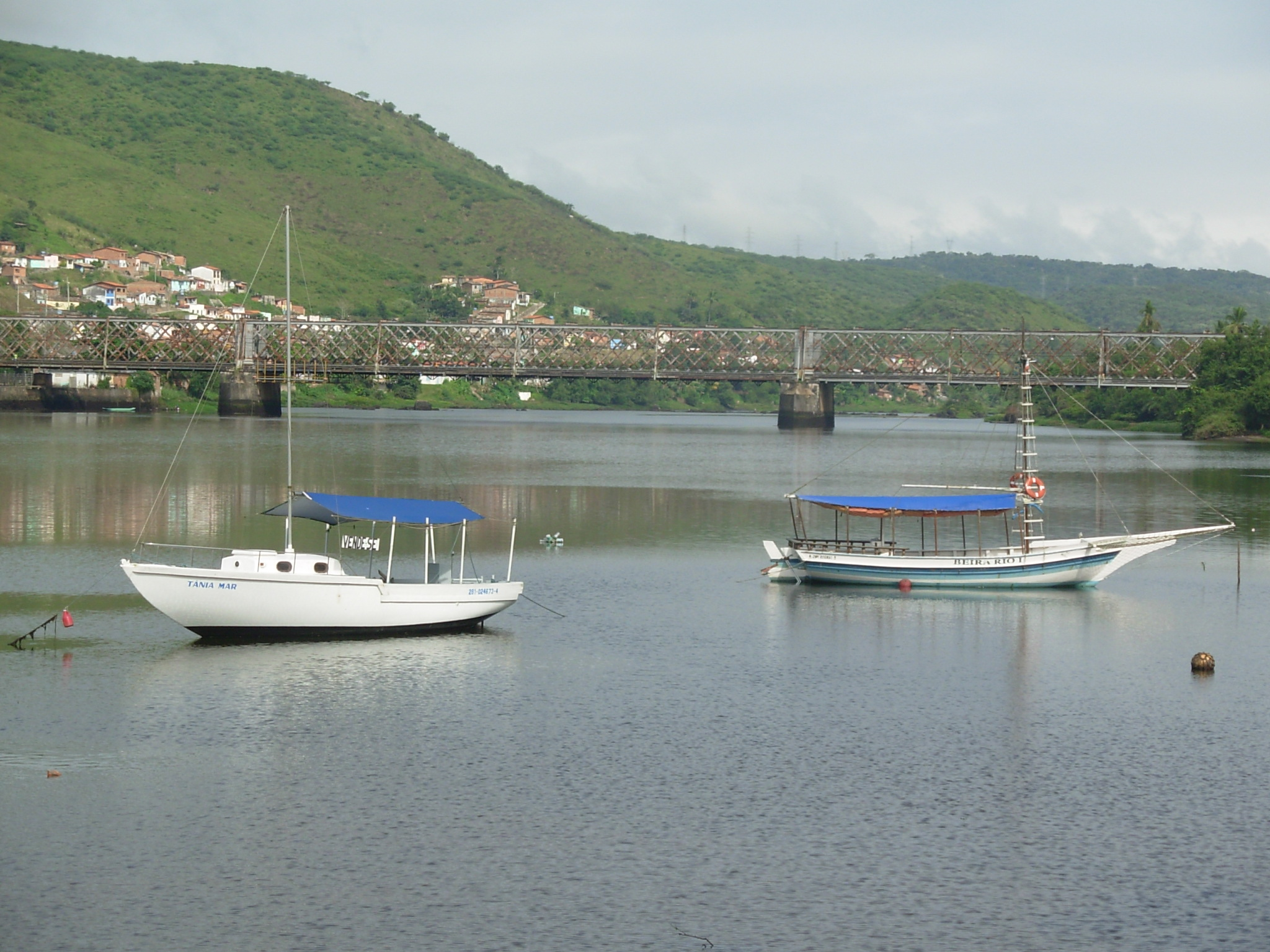
Rio Paraguaçu visto de Cachoeira (Bahia)

Nasce no morro do Ouro, na serra do Cocal, no município de Barra da Estiva, na Chapada Diamantina. Segue em direção norte passando pelos municípios de Ibicoara, Mucugê e até cerca de 5 quilômetros a jusante da cidade de Andaraí, quando recebe o rio Santo Antônio. Muda de direção em seu curso para oeste e leste, servindo como divisor entre os municípios de Itaetê, Boa Vista do Tupim, Marcionílio Souza, Itaberaba, Iaçu, Rafael Jambeiro, Santa Teresinha, Antônio Cardoso (onde, já no lago da barragem da Pedra do Cavalo, recebe o rio Jacuípe), Castro Alves, Santo Estêvão, Cruz das Almas, Governador Mangabeira, Cabaceiras do Paraguaçu, Conceição da Feira, Muritiba, São Félix (Bahia), atravessa os municípios de Cachoeira e Maragogipe e desemboca na Baía de Todos-os-Santos entre os municípios de Maragogipe e Saubara.

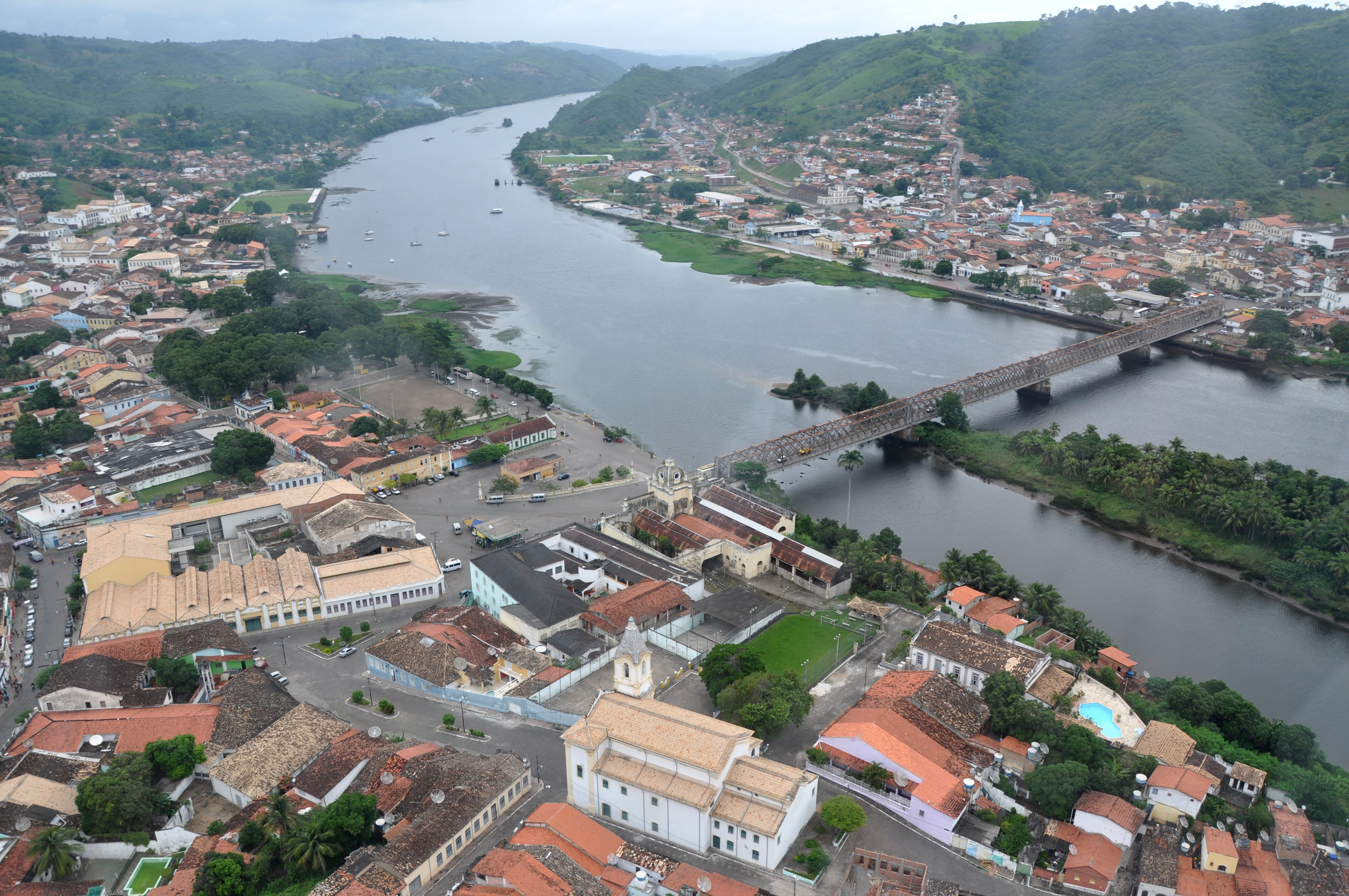
Rio Paraguaçu e as cidades de Cachoeira (esquerda) e São Félix (direita)

Tem seiscentos quilômetros de curso, ao longo do qual banha cidades importantes, inclusive sob o ponto de vista turístico, a exemplo das acima citadas e povoados como Santiago do Iguape, São Francisco do Paraguaçu, Nagé, Coqueiros, São Roque e Barra do Paraguaçu. É navegável em seu baixo curso, da foz até as cidades de Cachoeira e São Félix, passa por Maragogipe num percurso de 46 quilômetros. Ao longo do trecho navegável, acham-se duas ilhas: a de Monte Cristo e a Ilha dos Franceses, razão pela qual é considerado um rio turístico, levando os viajantes a beneficiarem-se dos valiosos atrativos turísticos da região, não só pela beleza natural que se descortina na paisagem, mas também pela visão encantadora que se pode ter do acervo arquitetônico que se situa às suas margens. Podemos citar alguns pontos turísticos, como a Casa Grande da antiga fazenda São Roque, o Fortim da Salamina, a capela de Nossa Senhora da Penha e as ruínas do convento, igreja e hospital que a Ordem Franciscana ergueu no século XVII em São Francisco do Paraguaçu, próximo a Santiago do Iguape.
Dentre os afluentes principais, destacam-se somente os da margem esquerda: Santo Antônio, Tupim, Capivari e do Peixe. Forma algumas quedas d'água, destacando-se a de Bananeiras.
Nele, se pesca ao longo de todo o curso, principalmente tucunarés, traíras e piaus, sendo que, no baixo curso, encontram-se camarões, robalos e tainhas.
Com a construção da barragem da Pedra do Cavalo, responsável pelo controle de suas cheias, ganhou mais uma utilização: a de responder pelo abastecimento de água de todo o Recôncavo, Feira de Santana e Grande Salvador.